# Bra
För andra betydelser, se Bra (olika betydelser).
Bra är en stad och kommun i provinsen Cuneo, Piemonte i nordvästra Italien. Kommunen hade 29 656 invånare (2018) och gränsar till kommunerna Cavallermaggiore, Cherasco, La Morra, Pocapaglia, Sanfrè, Santa Vittoria d'Alba och Verduno.
En av stadens sevärdheter är kyrkan Santa Chiara, ritad av Bernardo Vittone 1742.
Föreningen Slow Food har sitt säte i Bra.
Det finns även en ost som är uppkallad efter staden.